# Stenasellus stocki
Stenasellus stocki là một loài chân đều trong họ Stenasellidae. Loài này được Magniez miêu tả khoa học năm 2001.